# 尤利娅·索恩采娃
尤利娅·伊波利托芙娜·索恩采娃（俄语：Юлия Ипполитовна Солнцева；1901年—1989年）是前苏联女演员，電影導演。1961年第14屆坎城影展最佳導演獎得主。

## 生平

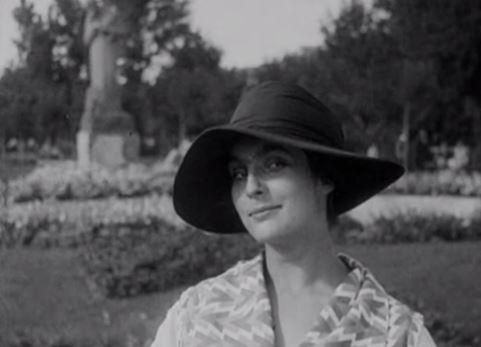
香烟女孩

1901年出生于莫斯科。四岁时父亲去世，不久后母亲也去世，她在祖父母的照顾下长大。她在中学时热爱文学，后来毕业于莫斯科音乐戏剧学院表演专业。在1924年电影《火星王后》饰演主角，在《莫斯科来的香烟女孩》 中饰演香烟女孩，因此成名。
在与杜甫仁科结婚后，开始导演电影。两人合作的影片《米丘林》获得了1949年斯大林二等奖。1961年以《烽火年代》夺得坎城影展最佳導演獎。80岁时获得苏联人民艺术家荣誉称号。1989年10月29日在莫斯科去世，安葬于新圣女公墓。

## 参与电影
- 《火星王后》 (1924)
- 《莫斯科来的香烟女孩》 (1924)
- 《土地》 (1930)
- 《伊万》 (1932)
- 《肖尔斯》 (1939)
- 《战火中的乌克兰》 (1943)
- 《海之歌》 (1958)
- 《烽火年代》 (1961)